# Ізмір (провінція)
Ізмі́р (тур. İzmir) — провінція в Туреччині, розташована в Егейському регіоні. Столиця — Ізмір. На території провінції Ізмір розташована археологічна ділянка давньогрецького Ефесу.

## Міста
| - Ізмір - Аліага - Балчова - Байндр - Бергама - Бейдаг - Борнова - Буджа - Чешме - Чиглі - Дікілі - Фоча - Газіемір - Гюзелбахче - Карабурун | - Каршияка - Кемал-паша - Кінік - Кираз - Конак - Мендерес - Менемен - Нарлідере - Йодеміш - Сеферхісар - Селчук - Тіре (Туреччина) - Торбалі - Урла |